# Domenico Acerenza
Domenico Acerenza (Potenza, 19 gennaio 1995) è un nuotatore italiano, specializzato nelle gare dei 400 m, 800 m e 1500 m stile libero e nel nuoto di fondo.

## Biografia
Nato a Potenza e cresciuto a Sasso di Castalda, si avvicina al nuoto all'età di cinque anni frequentando il "Centro Nuoto Savigi" di Satriano di Lucania. Dopo aver conseguito il diploma in ragioneria a Brienza, nel 2016 si trasferisce a Napoli per allenarsi con il "Circolo Canottieri" e poi a Roma con la "Larus Nuoto".

## Carriera
Durante i campionati europei di Glasgow finisce 4º nei 1 500, battendo il primato personale in 14’51"88.
Nel 2019, partecipa ai Mondiali di Gwangju, arrivando 6º nei 1500 m stile libero, con il tempo di 14:52.05. Inoltre, nella 5 km a squadre in acque libere, vince la medaglia d'argento in squadra con Rachele Bruni, Giulia Gabbrielleschi e Gregorio Paltrinieri.
Ha rappresentato l'Italia ai Giochi olimpici estivi di Tokyo 2020, classificandosi nono nei 1 500.
Il 29 giugno 2022, partecipando ai Mondiali di Budapest, arriva 2º nella 10 km in acque libere e vince la medaglia d'argento dietro a Gregorio Paltrinieri. Con Ginevra Taddeucci, Giulia Gabbrielleschi e Gregorio Paltrinieri, vince poi il bronzo nella 6 km a squadre.
Il 21 agosto del 2022 conquista la medaglia d'oro a Ostia, nei campionati europei di nuoto, nella 10 km (unica disciplina olimpica di fondo) in acque libere. Nella stessa competizione ha conquistato anche un'altra medaglia d'oro nella staffetta mista 4x1250 e una di argento nella 5 km.
Nel 2023 partecipa ai mondiali di Fukuoka, dove si classifica al 4º posto nella 10 km e conquista due medaglie, il bronzo nella 5 km e l'oro nella staffetta insieme a Barbara Pozzobon, Ginevra Taddeucci e Gregorio Paltrinieri.

## Vita personale
Il 28 dicembre 2022 sposa Nicoletta Cerrone nella chiesa madre di Sasso di Castalda. Alla celebrazione partecipano come testimoni il collega Gregorio Paltrinieri e la compagna Rossella Fiamingo.
É un appassionato di pallacanestro e simpatizza per i Phoenix Suns. Segue anche Formula 1, MotoGP e tennis.

## Palmarès

### Competizioni internazionali
| Anno | Manifestazione          | Sede      | Evento         | Risultato | Prestazione | Note |
| ---- | ----------------------- | --------- | -------------- | --------- | ----------- | ---- |
| 2018 | Giochi del Mediterraneo | Tarragona | 400 m sl       | Argento   | 3'47"50     |      |
| 2018 | Giochi del Mediterraneo | Tarragona | 1500 m sl      | Argento   | 14'55"44    |      |
| 2018 | Europei                 | Glasgow   | 400 m sl       | 11° B     | 3'50"00     |      |
| 2018 | Europei                 | Glasgow   | 800 m sl       | 6°        | 7'51"64     |      |
| 2018 | Europei                 | Glasgow   | 1500 m sl      | 4°        | 14'51"88    |      |
| 2018 | Mondiali in vasca corta | Hangzhou  | 1500 m sl      | 10º B     | 14'33"89    |      |
| 2019 | Mondiali                | Gwangju   | 1500 m sl      | 6º        | 14'52"05    |      |
| 2019 | Mondiali                | Gwangju   | 5 km           | 5º        | 53'34"0     |      |
| 2019 | Mondiali                | Gwangju   | 5 km a squadre | Argento   | 53'58"9     |      |
| 2021 | Europei                 | Budapest  | 10 km          | 9º        | 1h51'55"9   |      |
| 2021 | Europei                 | Budapest  | 5 km a squadre | Oro       | 54'09"0     |      |
| 2021 | Europei                 | Budapest  | 1500 m sl      | Bronzo    | 14'54"36    |      |
| 2021 | Giochi olimpici         | Tokyo     | 1500 m sl      | 9° B      | 14'53"84    |      |
| 2021 | Mondiali in vasca corta | Abu Dhabi | 1500 m sl      | 5º        | 14'24"31    |      |
| 2022 | Mondiali                | Budapest  | Staffetta 6 km | Bronzo    | 1h04'43"0   |      |
| 2022 | Mondiali                | Budapest  | 5 km           | 4º        | 53'22"6     |      |
| 2022 | Mondiali                | Budapest  | 10 km          | Argento   | 1h50'58"2   |      |
| 2022 | Europei                 | Roma      | 1500 m sl      | 4º        | 14'56"15    |      |
| 2022 | Europei                 | Roma      | 5 km           | Argento   | 52'14"2     |      |
| 2022 | Europei                 | Roma      | 10 km          | Oro       | 1h50'33"6   |      |
| 2022 | Europei                 | Roma      | Staffetta 5 km | Oro       | 59'43"1     |      |
| 2023 | Mondiali                | Fukuoka   | 5 km           | Bronzo    | 54'04"2     |      |
| 2023 | Mondiali                | Fukuoka   | 10 km          | 4º        | 1h51'16"7   |      |
| 2023 | Mondiali                | Fukuoka   | Staffetta 6 km | Oro       | 1h10'31"2   |      |
| 2024 | Mondiali                | Doha      | 5 km           | Bronzo    | 52'30"00    |      |
| 2024 | Mondiali                | Doha      | 10 km          | 7º        | 1h48'30"4   |      |
| 2024 | Mondiali                | Doha      | Staffetta 6 km | Argento   | 1h03'28"20  |      |

### Campionati italiani
| Anno | Edizione    | stile libero 400 m | stile libero 800 m | stile libero 1500 m |
| ---- | ----------- | ------------------ | ------------------ | ------------------- |
| 2014 | Estivi      |                    | 3                  |                     |
| 2016 | Primaverili | 3                  | 3                  | 3                   |
| 2016 | Invernali   |                    |                    | 3                   |
| 2017 | Primaverili | 3                  | 3                  | 2                   |
| 2017 | Estivi      | 1                  |                    | 1                   |
| 2018 | Primaverili | 1                  | 2                  | 2                   |
| 2018 | Estivi      | 1                  |                    |                     |
| 2019 | Primaverili | 3                  | 3                  | 2                   |
| 2019 | Estivi      |                    | 1                  |                     |
| 2020 | Estivi      | 3                  | 3                  | 2                   |
| 2020 | Invernali   |                    | 2                  | 2                   |
| 2021 | Primaverili |                    |                    | 3                   |
| 2022 | Primaverili |                    |                    | 3                   |